# 멕시코자유꼬리박쥐
멕시코자유꼬리박쥐 또는 브라질자유꼬리박쥐(Tadarida brasiliensis)는 큰귀박쥐과에 속하는 박쥐의 일종이다. 중형 크기의 박쥐로 아메리카 대륙에서 발견되며, 북아메리카에서 가장 풍부한 포유류로 간주되고 있다. 거대한 집단을 이루어 휴식을 취하는 경향을 보이며, 비교적으로 적은 지역에서 서식하기 때문에 개체수가 풍부함에도 불구하고 서식지 파괴로 멸종취약종으로 분류되고 있다.

## 분류
분자생물학 연구에 따른 정보에 의하면 멕시코자유꼬리박쥐의 근연종은 마다가스카르섬의 붉은자유꼬리박쥐(Chaerephon jobimena)와 아프리카와 남아시아의 이집트자유꼬리박쥐(Tadarida aegyptiaca)이고, 자매종이다. 3종은 하나의 계통군을 형성하며, 약 980만년 전에 갈라진 것으로 간주되고 있다.

## 아종
| - T. b. antillularum - T. b. bahamensis - T. b. brasiliensis - T. b. constanzae - T. b. cynocephali | - T. b. intermedia - 똥박쥐 (T. b. mexicana) - T. b. murina - T. b. muscula |